# Високо
Високо је град и сједиште истоимене јединице локалне самоуправе у средишњем дијелу Босне и Херцеговине, у Зеничко-добојском кантону, у индустријском региону Сарајево-Зеница. Према прелиминарним подацима пописа становништва 2013. године, у Високом је пописано 11.205 лица.
Височка долина била је рани центар одакле се ширила Босна, и до 15. вијека развио се у управно и политичко средиште средњовјековне босанске државе. У Милима је било банско седиште и центар државног живота, где се одржавао станак, те по некима крунидбено и гробно место Твртка Котроманића. Стари град Високи који се налази на брду Височица је био политички важна тврђава, а његово предграђе Подвисоки је био једно од најранијих примера средњовековне урбане средине на ужем подручју Босне. У Моштрима се налазио краљевски двор и високо училиште Босанске цркве.
Од средњовековног града, Високо ће израсти у насеље османског типа. У оквирима овог новог града историјску улогу имао је Ајас-паша Дана 11. новембра 1911, у последњим годинама Аустроугарске управе, град је скоро потпуно изгорио у пожару који је случајно започет.
Пре распада СФРЈ и грађанског рата, Високо је било највећи извозник текстила и коже у СФРЈ. Током читавог рата у БиХ, Високо је остало под надзором Армије РБиХ.
Данас су носиоци привредног развоја и даље кожарско-текстилна индустрија, али и ауто-индустријска. Од 2006. Високо посећују десетине хиљада туриста због псеудоархеолошке хипотезе Семира Османагића о наводним пирамидама. У Високом се налази православна црква Светог великомученика Прокопија који је проглашен националним спомеником.

## Географија
Природна средина Високог одређена је долинама ријека Босне и Фојнице, морфолошким диференцијацијама долина са падинама подбрда и вијенцем високих планина средње Босне - Озрена, Вранице и Звијезде. Подручје града је смјештено на надморског висини од 422 м.

## Инфраструктура
Високо је смјештено уз Паневропски коридор 5ц (Ауто-пут А1) који га директно веже са Зеницом и Сарајевом, а чији је дио и магистрални пут М17. Са осталим мјестима повезан је регионалном цестом Р443 (Високо - Кисељак - Крешево - Тарчин). Регионалном цестом Р445 која прати Ауто-пут А1 је могуће доћи до Какња и Семизовца, гдје се цеста укључује на магистрални пут М18. На М18 се могуће укључити и са Ауто-пута А1. Налази се уз жељезничку пругу Шамац – Сарајево. У Моштру се налази спортски аеродром. Јавно предузеће "Високогас" је задужено за опскрбу природног гаса који је проведен не већини уже градске језгре и неким околним мјесним заједницама. Водовод обухвата простор уже урбане зоне и појединих приградских насеља и урбаних подручја.

## Историја
Високо је град са богатом и дугом историјом. Највише историјских догађаја у Високом повезано је са средњовјековном Босном. Средњовјековни град у то вријеме носио је назив Високи и налазио се на врху брда Височица, а његово подграђе се звало Подвисоки. Као град, Високо се почиње интензивније развијати тек доласком Османлија на те просторе као и каснијим преласком под власт Аустроугарске монархије. У вријеме Краљевине Југославије град није много напредовао, док се за вријеме СФРЈ битно проширио. Током рата у Босни и Херцеговини оштећен је највећи дио индустријских погона, као и стамбених објеката.
Данас се у граду већином обнављају стамбени и индустријски објекти (оштећени у рату или дотрајали) и граде се нови стамбено-пословни објекти на самом прилазу у град.

### Праисторијско доба
У времену око 4800. п. н. е. на читавом подручју височког базена могло је бити око 3.500 становника, што у просјеку чини густину насељености од 31 становника по квадратном. Околиште је једно од највећих насеља пронађених у БиХ, што су показали пронађени материјали, производња покретног археолошког материјала, и број кућа откривених снимањем. Насеље је било затвореног типа и заштићено с пет ровова.
Слијед живљења наставио се и у металном добу. Значајна налазишта за гвоздено доба су Хаџићи – брдо Градина, Копачи, Мало Чајно, Збиље, Мокроноге, Вратница и Порјечани. Касније су територију централне Босне већином насељавали Дезитијати, илирско племе који су припадали средњобосанској културној групи бронзаног и гвозденог доба. Са гвозденим добом, када се становништво све више повлачи на падинска подручја, на моштранском предјелу постојала је градина Градац у Гуњачама (подручје Мокронога). Мокроношка градина имала је промјер 300џ100 метара.
Од 2002. године мања ископавања и геофизичке проспективе су извођени у Околишту. Први резултати били су геомагнетички планови насеља од пет кућа са повезним путевима. Пронађена су изврсно очувана насеља, а тополошка, радиометричка, археолошка и ботаничка анализа пронађених материјала показују велики научни потенцијал Околишта, које припада касном неолитском периоду.

### Илири и римско доба
Подручје височког басена и централне Босне је насељавало илирско племе Десидијати. Гушењем Илирског устанка 9. године, подручје височке општине улази у састав Римскског царства. Историјски докази за ово су и римска утврђења (Кралупи, Сеоча, Мокронози), као и писани извори и римски путеви који су пролазили кроз ово подручје.

### Средњовјековно доба
Високо, тврђава и град Високи (по којем је Високо добило име) на брду Височица, Миле (данашњи Арнаутовићи), Бискупићи и Моштре, (по некима) су били средиште некадашње средњовјековне Босне. Занимљиво је напоменути да се са брда Височица виде остала три набројана локалитета. До сада је пронађено неколико веома битних објеката из тог периода, а даља ископавања тек слиједе, јер археолошко богатство којим располаже Височка долина је уистину велико.
Претпоставља се да су у Милама покопани Стефан II Котроманић и Твртко I Котроманић, с тим да Стефаном гроб није археолошки потврђен. Према неким историчарима, Миле су биле и једно од мјеста гдје су крунисани краљеви Босне. Један дио историчара вјерује да је тако ту крунисан и краљ Твртко I Котроманић 1377. године, док други историчари вјерују да је његово крунисање обављено у манастиру Милешеви крај Пријепоља. Осим ових важнијих мјеста, вриједи поменути и друге локалитете који су повезани са средњовјековном босанском историјом, као што је Себињски град, смјештен југоисточно од села Себиње, Чајански град у Грачаници, који је штитио путеве између Високог и Бобовца, и стари град Бедем у Годуши.

#### Политичко средиште
Миле су биле једно од мјеста где су се често одржавали састанци. У више наврата одржавао се избор и крунисање владара, даривање и одузимање баштине, отуђивање државне територије и одређивање спољне политике. Један од битних догађаја био је станак у Високом 1404. године када је свргнут краљ Остоја, а постављен Твртко II. Млечани и Дубровчани често су долазили у Високо с циљем остваривања повластица и слободе у трговини, а које би онда биле предмет повеља и одлука.

#### Трговачко средиште
Битан момент у развоју феудалне Босне допринело је ширење државе за време Стјепана II. Котроманића која ће у потпуности имати контролу над Неретванским путем који је директно повезивао Дубровник и Височко поље. Најкраће путовање између Дубровника и Подвисоког у 15. стољећу трајало је пет, а најдуже 13 дана. Босна је тада остварила излаз на Јадранско море, а у исто време повећала се рударска активност. Скупљено богатство делом је инвестирано у краљевске комплексе у Подвисоком и Милима. Дубровчани су били све више заинтересовани за Високо, тако да су до 1412. године имали велику трговачку колонију. У Подвисоком ће остати све до 1433. године. У том времену у Високом је боравило 370 Дубровчана, тако да је ово насеље било једно од најјачих дубровачких насеља у средњовјековној Босни. Близина средњобосанског рударског базена и битних градова у непосредној близини као што су Олово и Крешево, те природни положај Височког поља које је било сусретиште важних путева, од којих је један долином Босне повезивао Средњу Босну са Панонском низином, а други ушће Неретве са средњим Подрињем су од скромног трговишта које је Подвисоки било крајем 1390-их година претворили у главно трговачко средиште средњовјековне Босне.
Височки крај се постепено развило у велики трг, гдје су трговци у Подвисоком већином продавали разне препариране руде као што су сребро и злато, восак, мед, кожу од домаћих и дивљих животиња, као и страну робу као што су били дубровачки и млетачка текстил, јужно воће, со, те занатска добра као што су браве. Један од најпознатијих височких трговаца из тога времена био је Милаш Радомирић који је трговао је сребром, кожама и воском. Подвисоки је постао често караванско одредиште. Из 1428. године остао је забиљежен највећи каравански превоз робе у средњовјековној Босни који је на релацији између Дубровника и Подвисоког бројао 600 товара у каравану. У Подвисоком је постојала и царинарница, а царински службеници се изричито спомињу као царинарници босанскога краља.
Подвисоки је постао битно трговачко средиште из којег се роба није само извозила, већ је порастао и увоз робе. Од 1430. до 1450. године дошло је до наглог развоја Фојнице која се развила захваљујући рудницима сребра, и узела примат над Подвисоким као главно трговачко средиште и мјесто Дубровачких колонија. То су биле године одумирања трговачке активности у Подвисоком којем су допринијели и упади Отомана у Средњу Босну, све до коначне пропасти Босанског краљевства.

### Османлијска владавина
Доласком Османлија ствари се мијењају и Високо почиње да поприма свој облик као град какав је настајао од 1463. године. Оснивачем Високог (као града, Подвисоки и Високи престају да се развијају) сматра се Ајас-бег, који је био хришћанин поријеклом из Високог, али је прешао у ислам. Височка нахија је обухватала данашње општине Високо, Брезу, Бусовачу, Фојницу, Илијаш, Кисељак, Крешево и Вареш.
На челу Височке нахије налазио се војвода већ од 1483. године, који је са сердаром био представник војно-административне власти. У Високом је такође постојао главни имам. Године 1477, Ајас-бег је изградио бању, вјерску основну и средњу школу, водовод, мост на ријеци Босни, и утемељио је вакуф и текију накшибендијског реда, која и данас постоји. У том периоду Високо се развило у административни центар нахије, средиште трговине и занатства, као и културног и духовног живота. Високо већ тада поприма изглед градског насеља исламско-оријенталног типа са свим пратећим вјерским установама и објектима.

### Аустроугарска владавина
У првим годинама аустроугарске владавине Високо није битно мијењало изглед и задржало је карактеристике оријенталног типа. У подацима из 1882. године стоји да је Високо организовано насеље са развијеном трговином, канцеларијама и другим институцијама. Временом све чешћи контакти са западним свијетом условљавају даљи развој града али у нешто другачијем облику. Град се шири обалом ријеке Фојнице низ главну саобраћајницу према Јалији, ушћу и мосту преко ријеке Босне, тако да се Табхана нашла у средини насеља. Међу првим објектима који су били изграђени у духу оновремене западноевропске градње била је зграда жељезничке станице, изграђена 1882. године. Касније су слиједиле зграде Котарског уреда и суда (сада зграда општине Високо), зграда Фрањевачке гимназије са црквом (1899—1900), зграда тадашње градске општине (сада Завичајни музеј), зграда основне школе на Краљевцу итд. Зграде су се већином градиле у неомаварском стилу и ублаженим варијантама неокласицизма.
Даљи развој Високог зауставио је катастрофални пожар који је избио 1911. године. Том приликом је изгорјело преко 450 кућа, продавница и осталих објеката. Потпуно су изгорјели Горња чаршија и насеља уз њу и куће уз главну саобраћајницу, уз Беледију, Шадрванску џамију и вјерску школу. У прољеће 1912. године, приступило се обнови. Земаљска влада је наредила да куће буду зидане од цигле и покривене цријепом. Високо је послије пожара и обнове добило карактеристике урбане средине са мјешавином оријенталног и западног стила. У сада старом језгру града још увијек стоји дио истих кућа које су остале нетакнуте, али неке куће су такође порушене да би се направиле нове и модерније које немају традиционални босански стил градње.

### Краљевина Југославија и Други свјетски рат
У новој држави СХС, касније Краљевини Југославији, структура становништва се није много мијењала, па тако ни у Другом свјетском рату, када је Високо било саставни дио НДХ. Током рата град није претрпио велику штету, осим 9 бомби које су савезници испустили при борбама са окупаторском војском. Високо је ослобођено 7. априла 1945. од стране Седме, Девете и Седамнаесте крајишке бригаде из Десете крајишке дивизије. Из Височке општине 1.205 војника је учествовало у народноослободилачком рату, док их је 142 погинуло. Послије рата установе и улице у Високом су обично добијале имена по народним херојима са подручја Високог.

### СФРЈ
Већ у социјалистичкој Југославији, од 1955. године Високо је постало срез, односно средиште неколико данашњих општина: Бреза, Фојница, Илијаш, Кисељак, Крешево и Вареш. Почетком 1950-их година почиње градња првих већих стамбених и пословних зграда у Високом, као и постепено ширење града према пространим и плодним равницама уз обалу ријека Босне и Фојнице. У исто вријеме се вршила нагла индустријализација, гдје се посебно истицала кожарска али и прехрамбена, метална, текстилна, трговинска и грађевинска индустрија која је била у могућности опскрбљавати читав тадашњи срез, те извозити и у сусједне савезне републике и иностранство. Исто тако, град је добио све битније објекте међу којима су пошта, полицијска и ватрогасна станица, дом здравља, завичајни музеј, хотел, као и робне куће, спортске објекте и остале стамбене, пословне и филијалне објекте.
Тадашња привреда, према подацима из 1991. године, упошљавала је 88% становништва, што довољно говори о квалитету и снази височке привреде, која је у 1991. остварила укупан извоз од 92,5 милиона америчких долара. Посебан тренутак за Височане био је када је Јосип Броз Тито дошао у Високо. Касних 1980-их година, те почетком 1990-их, дошло је до убрзане урбанизације града, када се градило велико градско насеље Луке, које се налази уз саму ријеку Босну, и представља најгушће насељени дио града. Задње године овог периода су обиљежене немирима и разним превирањима које ће резултовати ванредним стањем 6. априла и коначно избијањем рата у Високом и око њега.

### Високо у рату 1992—1995.
Пред само избијање рата, СДА је почела наоружавати локално муслиманско становништво одано тој странци. 6. априла 1992. проглашено је ванредно стање, а већ од априла 1992. почео је извоз наоружања према Сарајеву. Дана 7. априла одржани су антиратни просвједи. Уз припремање наоружаних снага вршен је стални притисак на ЈНА да преда сво наоружање из касарни „Ахмет Фетахагић“ и „Мајевица“. 25. април Када је ЈНА напустила касарну Ахмет Фетахагић (раније и касарну Мајевица), исту су запосјеле Зелене беретке. Касарна „Ахмет Фетахагић“ је од 20. јуна 1992. године била логор за Србе. Свједочанства о злочинима у истима су дјелимично записане у двије књиге.
МЗ Зимча и МЗ Топузово поље (гдје је било српско становништво) нападнуте су и заузете 20. јуна, у јакој акцији свих височких јединица. Срби нису ни пружили отпор у наведеном нападу, већ су пребјегли преко Кисељака, односно територије ХВО-а (које их је уз договор пустило без окршаја) на територију под контролом српских снага. Потом су настали прогони преосталог српског становништва (стрељања, затварања у Височки логор...). Височки борци су уз помоћ далекометних оружја давали подршку сарајевским борцима. Зато су височки борци 24. јуна похваљени од стране Сефера Халиловића.
Крајем јануара 1993. порасла је напетост између АРБиХ и ХВО-а, те долази до отворених напада од стране ХВО-а на становништво села Каћун, у општини Бусовачи. 27. јануара јединице 302. моторизоване бригаде у сарадњи са јединицама ШТО Високо и 17. крајишке, онемогућиле су блокаду града Фојнице. 2. новембра јединице АРБиХ из Високог и сусједних општина заузеле су Вареш са минималним губицима. Последњи дани 1994. донијели су примирје између АРБиХ и ХВО-а.
За то вријеме, у јуну 1995, у Високом су трајале припреме за деблокаду Сарајева, те су у ту сврху у Високо пристигле јединице 7. корпуса, формирајући групу од 20.000 до 30.000 војника. Алија Изетбеговић је у мају исте године изјавио да ће опсада Сарајева бити сломљена најкасније до 25. новембра исте године. И поред упозорења заповједника Уједињених нација да би операција могла коштати живота хиљада људи, операција деблокаде главног града Босне и Херцеговине је почела 15. јуна 1995. Први окршаји су се десили у свитање око 3 сата, и како је вријеме одмицало, могућност пробоја је била све мања. У току операције, на Високо је бачен велики број граната, те шест модификованих авио-бомби, конкретно на височко насеље Добриња. Дејтонским споразумом је окончан рат, те су уклоњене све ратне линије око Високог. Високо је изгубило 297 својих бораца, 600 њих су постали инвалиди, а погинуло је неколико стотина цивила. 23 Височка борца су добила највеће одликовање Златни љиљан, док је 19 припадника МУП-а добило Златну полицијску звијезду. На подручју општине Високо је уништено или оштећено је 3.411 (24,86%) стамбених јединица.

## Становништво
|                      | 2013.           | 1991.            | 1981.           | 1971.           |
| Укупно               | 11 205 (100,0%) | 13 663 (100,0%)  | 11 653 (100,0%) | 9 491 (100,0%)  |
| Бошњаци              | 9 390 (83,80%)  | 10 056 (73,60%)1 | 7 693 (66,02%)1 | 7 187 (75,72%)1 |
| Роми                 | 601 (5,364%)    | –                | 52 (0,446%)     | –               |
| Босанци              | 389 (3,472%)    | –                | –               | –               |
| Хрвати               | 236 (2,106%)    | 395 (2,891%)     | 392 (3,364%)    | 442 (4,657%)    |
| Неизјашњени          | 192 (1,714%)    | –                | –               | –               |
| Срби                 | 153 (1,365%)    | 1 641 (12,01%)   | 1 241 (10,65%)  | 1 369 (14,42%)  |
| Босанци и Херцеговци | 97 (0,866%)     | –                | –               | –               |
| Муслимани            | 39 (0,348%)     | –                | –               | –               |
| Остали               | 39 (0,348%)     | 456 (3,337%)     | 64 (0,549%)     | 87 (0,917%)     |
| Албанци              | 35 (0,312%)     | –                | 69 (0,592%)     | 46 (0,485%)     |
| Непознато            | 12 (0,107%)     | –                | –               | –               |
| Македонци            | 7 (0,062%)      | –                | 17 (0,146%)     | 13 (0,137%)     |
| Црногорци            | 4 (0,036%)      | –                | 41 (0,352%)     | 39 (0,411%)     |
| Словенци             | 4 (0,036%)      | –                | 12 (0,103%)     | 14 (0,148%)     |
| Југословени          | 3 (0,027%)      | 1 115 (8,161%)   | 2 072 (17,78%)  | 294 (3,098%)    |
| Турци                | 2 (0,018%)      | –                | –               | –               |
| Украјинци            | 2 (0,018%)      | –                | –               | –               |

1. 1 На пописима од 1971. до 1991. Бошњаци су пописивани углавном као Муслимани.

## Култура и образовање

### Школство
Школе у Височкој општини:
- Православна основна школа у Високом

Према расположивим подацима, ова школа је почела радити око 1840. у приватној кући. Зграда школе се почела градити око 1857. када је завршена православна црква. У току постојања настава се одвијала у двије зграде. Прва се налазила у непосредној близини цркве, на брду званом Клиша, а друга, већа и условнија, налазила се на простору данашње Фабрике кожне конфекције. Школа је радила све до 1914. године, када је укинута.
Државне основне школе у Високом:
Већ 1881. почела је са радом Општинска школа у Високом. Она је била смјештена у кући Хасан-бега Зечевића. Општинска пучка школа изграђена је крајем 1885. а коначна доградња завршена је 1886. Школу су похађала дјеца свих вјероисповијести. Због великог броја дјеце, школа је убрзо постала претијесна, те су поново женска дјеца издвојена и похађала су Женску основну школу, за чије су потребе поново враћене под кирију повољне куће. Припреме за изградњу школе почеле су 1907. године, а интензивна градња кренула је 1909. године. Године 1910. ученици су ушли у нову „велику школу“ на Краљевцу. Школа на Краљевцу дограђивана је 1961, 1971, те 1975/1976. године. Одлуком Општинског вијећа од 20. јануара 1993. школа носи назив Основна школа „Кулин Бан“.
- Основна школа „Сафвет-бег Башагић“, Високо

Настава у овој школи је почела школске 1958/59. године.
- Школа за основно музичко образовање „Авдо Смаиловић”, Високо

Школа је почела са радом 1973. године — прво у оквиру тадашње Основне школе „Ахмет Фетахагић“ (данас ОШ „Сафвет-бег Башагић“), а од 1979. године као посебна школа. Школа је добила име по чувеном композитору и музичком педагогу, који је рођен у Високом. Он је био утемељивач модерне музичке културе у Високом и БиХ.
- Основна школа „Мула Мустафа Башескија“, Доње Моштре

Настава у овој школи почела је школске 1918/19. године.
- Основна школа „Муса Ћазим Ћатић“, Велико Чајно

Настава у овој школи је почела школске 1938/39 године.
- Основна школа „Алија Наметак“, Буци

Ова школа баштини традицију основне школе која је постојала у Кралупима још између два свјетска рата. Настава на Буцима је почела 1951/52. школске године.
- Основна школа „Мехмедалија Мак Диздар“, Добриње

Школа је основана након Другог свјетског рата у Бузићима. Од 1954. године школа се налази у Добрињу.
Средње образовање:
- Вјерска средња школа

Вјерска средња школа је у Високом основана је 1838. године. Земљиште за медресу је поклонио Ахмед еф. Пињгић. У њој је била библиотека коју је 1840. године увакуфио Мустафа-паша Бабић. Медреса у Високом је била типа ниже гимназије. Поступна реформа и модернизација наставе није мимоишла ни њу, тако да се тридесетих година овог вијека и у њу уводе свјетовни предмети. Ученици се дијеле по разредима, а школа је постала петоразредна. Данас се интензивно гради интернат у склопу височке средње вјерске школе за потребе становања ученика.
- Руждије

Оснивање руждија у БиХ предвиђено је још турским Законом о школству од 1869. године. Прва руждија је основана још раније у Сарајеву 1864. године. Руждија је била прва свјетовна, државна школа, а по наставном плану и програму је личила на тадашње европске грађанске школе. Руждије су биле четвороразредне средње школе. У Високом је руждија отворена око 1870, одмах послије доношења споменутог закона и постојала је све до 1879. године. Престала је са радом одмах по окупацији БиХ од стране Аустроугарске.
- Фрањевачка гимназија у Високом

Фрањевачка гимназија је у Високо пресељена из Гуче Горе 1900. године. До тада је у Гучи Гори радила као петоразредна, а овдје је радила као шесторазредна до школске 1913/14. када се уписује седми разред, а 1914/15. и осми разред. Послије Првог свјетског рата гимназија је наставила са радом, а 1924. године њој је било признато право јавности.
- Гимназија у Високом

Гимназија у Високом основана је 1960. године. Школа се састоји од опште, филолошке и класичне гимназије.
- Мјешовита средња школа „Хазим Шабановић”, Високо

Гимназија у Високом основана је 1960. године. Школа ученика у привреди основана је 1969. године, а 1971. године извршена је интеграција Гимназије и Школе ученика у привреди и добила назив Средњошколски центар „Јанко Балорда“, који се 1993. године мијења у СШЦ „Хазим Шабановић“, а 1995. године школа је добила ново име: Мјешовита средња школа „Хазим Шабановић“. Школа се састоји од средњих техничких школа и средњих стручних школа.

### Национални споменици
Повјеренство за очување националних споменика Босне и Херцеговине уврстило је укупно седам националних споменика.
Миле су биле краљевско столно и саборно мјесто Великог русага босанског, те крунидбено и гробно мјесто босанских краљева за време средњовјековне Босне. Осим тога, у то вријеме у Милима налазио се и фрањевачки самостан, а од 1340. бива средиште викарије. Стари град Високи такођер је национални споменик Босне и Херцеговине.
Самостан св. Бонавентуре је католички вјерски објекат у Врхбосанској надбискупији и проглашен је за национални споменик Босне и Херцеговине. Национални споменик се састоји од зграде Самостана са гимназијом и сјемеништем, припадајуће цркве и покретног наслијеђа које чини збирка слика старих мајстора.
Црква светог Прокопија изграђена је 1857. године (1853) налази се у Високом и представља храм Српске православне цркве, припада Дабробосанској митрополији те је сједиште Височке парохије.
Националним спомеником проглашени су и Праисторијско насеље на локалитету Околиште у насељима Околишће и Радиновићи, Табачка (Табачица) џамија (градитељска цјелина) i Стара џамија са харемом у Годуши.

### Музеји
У Високом постоји Завичајни музеј, у коме се налази бројно културно историјско насљеђе Високог, али и цијеле Босне. Највише тога је повезано са средњовјековном Босном гдје се чувају многи предмети и документи из средњовјековног доба, као и дијелови рушевина старог града Високог. У Годуши поред Високог се тренутно гради и у завршној је фази истурено одјељење овог музеја које је посвећено старим годушким занатима од којих је најзначајније дрворезбарство, гдје ће се наћи сви постојећи антиквитети као и алати на којима су рађени кроз историју.

### Музика
У Високом дјелују и младе музичке групе, од којих је најпознатија и најпопуларнија група Кодекс.

### Здравство
У Високом постоји Дом здравља са поликлиником.

## Спорт
Организовано бављење спортом и физичком културом у Високом је почело отварањем конфесионалних и државних школа у које се уводи и наставни предмет тјелесно васпитање, „гомбање“. То доприноси да се већ 1909. оснива друштво „Соко“, које ће дуги низ година бити носилац спортских активности на овом подручју. Значајан подстицај развоја спорта и овог друштва представља изградња Дома, чије је отварање обављено 16. јуна 1934. године, чиме су створени услови за развој мушке и женске атлетике, одбојке и елемената борилачких спортова, као и фудбала, те касније и рукомета.
Аеро клуб "Изет Kурталић" остварио је побједе на свјетским првенствима у Ф1Б категорији 1996. и 1999. године. Члан тог клуба и бивши начелник Високог Kенан Јусуфбашић био је осам пута првак Југославије и 15 пута првак с клубом "Изет Kурталић" у Босни и Херцеговини. Године 1996. освојио је златну медаљу на Европском првенству у Италији. С репрезентацијом БиХ освојио је 1997. и 1999. године Свјетско првенство у зракопловном моделарству. На основу тих резултата проглашен је за најбољег спортисту године у Босни и Херцеговини 1999. године.

#### Фудбал
Прва ногометна утакмица у Високом одиграна је 1923. године када се формира и први фудбалски клуб Јадран. Године 1934. формира се и други фудбалски клуб Раднички. Године 1953. долази до спајања ова два клуба и тако настаје фудбалски клуб Босна. Фудбалски клуб Босна је своје највеће успјехе доживио освојивши ногометни Куп Босне и Херцеговине 1999, као и Суперкуп исте године, у обје утакмице побиједивши ФК Сарајево.

### Рукомет
Рукометни клуб Босна од свог оснивања имао је значајне резултате. Клуб је провео 7 сезона у првој рукометној лиги Југославије, при томе остварујући значајне успјехе у Купу Савезне Републике БиХ, освојивши га 1965, 1968, 1971 и 1982 године, а до финала југославенског купа дошли су 1965. године гдје су поражени од Медвешчака. Најбољи пласман у првенству остварили су у сезони 1974/75. када су освојили 4. мјесто. Клуб је због ратних дешавања на кратко прекинуо свој рад. Послије 1994. године клуб је наставио са успјешним радом, и освојио лигу Босне и Херцеговине два пута, 1997. и 1999. године, а Куп Босне и Херцеговине три пута, 1995, 1998, 2001. Најбољи пласман у европским такмичењима остварили су у сезони 1999/2000 дошавши до 1/8 финала Купа ЕХФ, гдје су изгубили од будућег првака РК Метковића укупним резултатом 48:44.

## Привреда
У привредној структури општине Високо карактеристично је истаћи да су водеће области привредног развоја индустрија и трговина (подаци из 1991). Поред интензивног развоја индустрије и трговине, значајан допринос у развоју општине Високо дала је пољопривреда, грађевинарство, затим саобраћај и занатство. Прије рата привреда је била организована у 20 предузећа, од којих су највећа „КТК“, „Витекс“, „Велепромет“, „Ковина“, „Виспак“, ГП „Звијезда“, „ИГМ“, „Асфалтградња“ и друга у којима се запошљавало преко 11.000 радника. Од укупног броја запослених, 13.500 људи, у привреди је било запослено 88%, ван привреде 7%, а у индивидуалном сектору 1,7%.
Током рата, упркос тешким оштећењима, која су се процјењивала на око 400 милиона њемачких марака, привредни капацитети су били у функцији и ниједног дана нису обустављали производњу. Организовање индустријске производње и посебно пољопривредне производње помогло је у преживљавању становништва општине и шире регије.
Фабрика Превента смјештена на Слободној Зони у Високом упошљава преко 1500 радника и прави кожне и текстилне пресвлаке за све главне произвођаче у аутомобилској индустрији у Европи, укључујући произвођаче аутомобила као што су Волксњаген, Ауди, Шкода, Сеат, БМЊ, ПСА групација, Ренаулт, Опел. Превент је континуирано највећи извозник у читавој Босни и Херцеговини. Према подацима из 2014, учешће у укупном извозу Зеничко-добојског кантона износи 32,21%. На подручју опћине Високо значајни прерађивачки капацитети су у месној (компаније Индустрија меса Семић, Акова Гроуп - Бровис, Суша) и кондиторској индустрији (твртке Пак-Рампарт, Виспак).
Према подацима из 2014. на подручју Опћине Високо послује 364 привредна друштва и 1.041 самостална привредника која обављају привредну делатност. Носиоци привредног развоја Опћине Високо такођер су предузећа из делатности паковања и прераде прехрамбених производа; производње текстила и текстилних производа (компаније Превент, Албеџ-Гроупе); производње грађевинског материјала (ИГМ Високо); производње боја, фасада и љепила (Комоцхем), металопрерађивачке (Метал – Ас) и дрвне индустрије (твртке Ј.у.А ФРИСЦХЕИС, Сецом), те производња Алу и ПВЦ столарије (Угарак продукт). Већина компанија унутар ових дјелатности претежно су извозно оријентисане. Укупно су четири пословне зоне у Високом: Пословна зона Озраковићи, Пословна зона Чекрекчије, Пословна зона Кула Бањер, Слободна зона Високо.

### Месна прерада
У Босни и Херцеговини присутна је традиција производње сухомеснатих производа међу којима посебно мјесто заузимају сухо месо и суџук који долазе са подручја општине Високо, а традиција производње траје од средине 1750-их година. „Височка печеница“ трајни је сухомеснати производ за који је удружење прерађивача меса с подручја града Високо „ВиПС“ (Височка печеница и суџука) поднијело захтјев према Агенцији за сигурност хране Босне и Херцеговине за додјелу ознаке земљописног поријекла за „Височку печеницу“. У Високом закључно са 2020. годином било је 45 регистрираних обртничких прерађивача меса. Височка печеница постала је географски заштићени производ 5. јуна 2020.

### Кожна прерада
Стари начин производње височких „табака“ са познатим „табханама“ трајао је с мањим измјенама и стицањем рутине и искуства током цијелог периода османлијске владавине. Исти начин је задржан и доласком аустроугарске власти, да би тек послије Првог свјетског рата дошло до савременијег и модернијег начина прераде коже у готове производе као што су одјевни и обућарски. Зато није чудо да је већ 1928. године поред старе табхане никла модерна радионица за дораду разноврсније готове коже. У том периоду почела су се употребљавати средства за штављење и обраду коже, као и механизација. Године 1929. формирана је Стручно-занатско-кожарска школа у Високом, гдје су се школовали будући кадрови у кожарској индустрији. Ова школа била је главна кожарска школа за цијелу тадашњу Југославију, па су се у њој школовали ученици из свих дијелова државе. Дугогодишња традиција кожарства допринијела је да Високо константно од давнина до данашњих дана важи за најјачи центар кожарско-крзнарске прерађивачке индустрије на овим просторима.

### Туризам
Иако Високо као град никада није било развијено туристичко мјесто, оно ипак има значајан број туристичких атракција. Највише њих је повезано са средњовјековном босанском историјом. На брду Височици још увијек има рушевина старе тврђаве (дио је сачуван у Височком музеју), док се у Милама налазе пронађени украшени гробови старих босанских владара, као и средњовјековно насеље. Јединствену атракцију представља и насеље које је откопано у Околишћу, а које датира из каменог доба. Наводно откриће Височке пирамиде, или чак четири њих, колико се тренутно нагађа, може да направи од Високог велико европско туристичко одредиште.
У првим годинама већина посјетилаца су били транзитни који су остајали у Високом између 1-5 сати. Данас више од трећине гостију чине гости који остају између 2-10 дана. То се позитивно одражава на финансијски приход угоститељских објеката у Високом и услужних дјелатности. Фондација је своју туристичку понуду проширила отварањем парка "Равне 2", а број туриста је око 50.000 на годишњем нивоу. На водећој свјетској њеб страници за смјештајне капацитете Боокинг.цом, до 2012. није било ниједног смјештајног капацитета из Високог. У 2015. било их је 45, у 2016. 70, у 2017. 95, а у 2018. 158 смјештајних капацитета (хотела, мотела, хостела, апартмана, кућа, викендица, станова, кревета, кампова).
Све већи број туриста је побољшао квалитет туристичке инфраструктуре, тако да Високо у свом центру има Турист инфо пулт, а захваљујући сарадњи Фондације са опћинским, кантоналним и федералним властима приступило се систематском рјешавању туристичке инфраструктуре: асфалтирању путева, изградњи заобилазнице да би била формирана пјешачка зона испред тунела Равне (која је отворена у марту 2019), прављењу паркинг простора, отпочињању рада на новом Регулационом плану за комплекс Равне, итд. У првих седам мјесеци 2021. број туриста који су посјетили Високо износио је 30.000.

## Познате личности
- Милаш Радомирић, трговац, средњи век
- Насух Матракчија, османски полимат
- Мустафа Церић, бивши реисул-улема
- Надежда Павловић, најстарија жива особа у Србији у периоду од 2019. до 2021. године.
- Ајаз-паша, османски санџак-бег
- Гордана Музаферија, позоришна режисерка
- Заим Музаферија, глумац
- Енес Беговић, певач
- Армин Музаферија, певач
- Уго Влаисављевић, филозоф
- Авдо Смаиловић, композитор
- Хазим Шабановић, историчар
- Елведина Музаферија, алпска скијашица
- Харис Мујезиновић, кошаркаш
- Зденко Антовић, рукометаш
- Фарук Ихтијаревић, фудбалер
- Славиша Вукићевић, фудбалер